# Ołeh Bezuhły
Ołeh Wiktorowycz Bezuhły, ukr. Олег Вікторович Безуглий (ur. 14 stycznia 1969 w Odessie) – ukraiński piłkarz i futsalista, grający na pozycji napastnika, trener futsalowców.

## Kariera piłkarska
Wychowanek Szkoły Sportowej Czornomoreć Odessa. W 1989 bronił barw drużyny rezerw Czornomorca, a potem został powołany do służby wojskowej. Po zwolnieniu z wojska najpierw grał w piłkę nożną w mistrzostwach obwodu odeskiego w amatorskim zespole Torpedo Odessa i Birzuła Kotowsk. W sezonie 1994/95 zmienił dyscyplinę na futsal zasilając miejscowy Ewerbak Odessa. Po rozwiązaniu klubu w kwietniu 1995 przeniósł się do MFK Łokomotyw Odessa. Latem 1998 został zaproszony do Interkasu Kijów. Latem 2000 zasilił skład Szachtaru Donieck. W 2003 wrócił do InterKrAZu Kijów. W 2004 przeszedł do Urahanu Iwano-Frankiwsk. W 2005 przeniósł się do Płanety-Mist Kijów. W 2008 występował w Sapar Donieck, a w 2009 w Marrion Odessa, ale po rozwiązaniu klubu latem 2009 został zawodnikiem DJuSSz-5-Mehaprom Donieck. W sezonie 2010/11 grał w PFS Sewastopol, w którym zakończył karierę zawodowego piłkarza.

## Kariera reprezentacyjna
Wieloletni reprezentant Ukrainy, barwy której bronił od 1996, zdobywając dwukrotnie wicemistrzostwo Europy (2001, 2003), oraz 4. miejsce Mistrzostw Świata 1996.

## Kariera trenerska
W 2009 rozpoczął pracę szkoleniową, łącząc funkcje gracza i trenera w rodzimym klubie Marrion Odessa. W sezonie 2011/12 również trenował i grał w zespole amatorskim ITK Donieck. Od lata 2012 trenował drużynę Kortes Donieck, zmagającą się w mistrzostwach Doniecka. Na początku sezonu 2013/14 stał na czele klubu Deliweri, który w 2015 po wybuchu wojny w Donbasie przeniósł się z Doniecka do Odessy. W 2017 Deliweri został rozwiązany.

## Sukcesy i odznaczenia

### Sukcesy piłkarskie
reprezentacja Ukrainy
- wicemistrz Europy: 2001, 2003
- półfinalista mistrzostw świata: 1996
- mistrz świata wśród studentów: 1998

Ewerbak Odessa
- mistrz Pierwszej Ligi: 1994/95

MFK Łokomotyw Odessa
- mistrz Ukrainy: 1995/96, 1996/97, 1997/98
- zdobywca Pucharu Ukrainy: 1996/97, 1997/98
- finalista Pucharu Ukrainy: 1995/96
- 4. miejsce Klubowych Mistrzostw Europy: 1997

Interkas Kijów
- mistrz Ukrainy: 1998/99, 1999/00
- zdobywca Pucharu Ukrainy: 1999/00, 2000/01

MFK Szachtar Donieck
- mistrz Ukrainy: 2001/02
- wicemistrz Ukrainy: 2002/03
- zdobywca Pucharu Ukrainy: 2002/03
- finalista Pucharu Ukrainy: 2000/01

Sapar Donieck
- mistrz Pierwszej Ligi: 2007/08

### Sukcesy indywidualne
- wielokrotnie wybierany na listę 15 oraz 18 najlepszych futsalistów Ukrainy

### Odznaczenia
- tytuł Zasłużonego Mistrza Sportu Ukrainy